# Casa al passeig d'en Blay, 20 (Olot)
Casa al Passeig d'en Blai, 20 és un edifici a la ciutat d'Olot (Garrotxa) catalogat a l'Inventari del Patrimoni Arquitectònic de Catalunya. Al pas del segle xv al segle xvi es va començar a configurar el Firal (Passeig d'en Blai), coincidint amb l'expansió de la ciutat cap al nord-est. L'any 1842 es realitza el primer projecte de remodelació realitzada per J. Massanés. L'any 1848 s'urbanitza el passeig, el que va ser un dels primers projectes d'enjardinament de la ciutat. L'any 1878 foren trets els dos rengles d'arbres que hi havia per tal de substituir-los pels quatre rengles actuals. Avui és el centre principal de relació cívica i popular de la ciutat.
Es tracta d'un casal entre mitgeres de planta rectangular, tres crugies i teulat a dues aigües. Disposa de baixos i dos pisos superiors. En els primers es veu la porta d'accés central, emmarcada per carreus de pedra, on hi ha esculpida la data 1870. Dos arcs de mig punt, amb les seves columnes i capitells, separen l'entrada de l'escala. El primer pis té tres balcons, amb les obertures decorades amb petits motius geomètrics fets amb esgrafiats, que imiten carreus de pedra; són coronades per escuts llisos i fullatge estilitzats, fets igualment amb esgrafiat. El pis superior disposa de tres balcons amb les obertures emmarcades per petits motius de línies. La cornisa és decorada amb motius de dents de serra.